# 883 TCN
883 TCN là một năm trong lịch La Mã.